# Japanwachtel

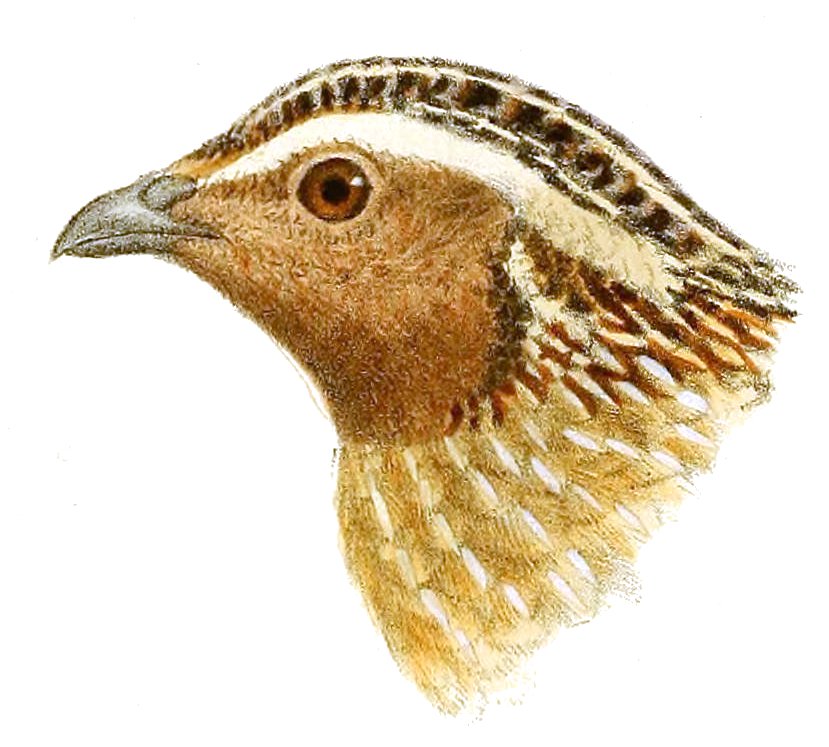
Kopfzeichnung einer Japanwachtel

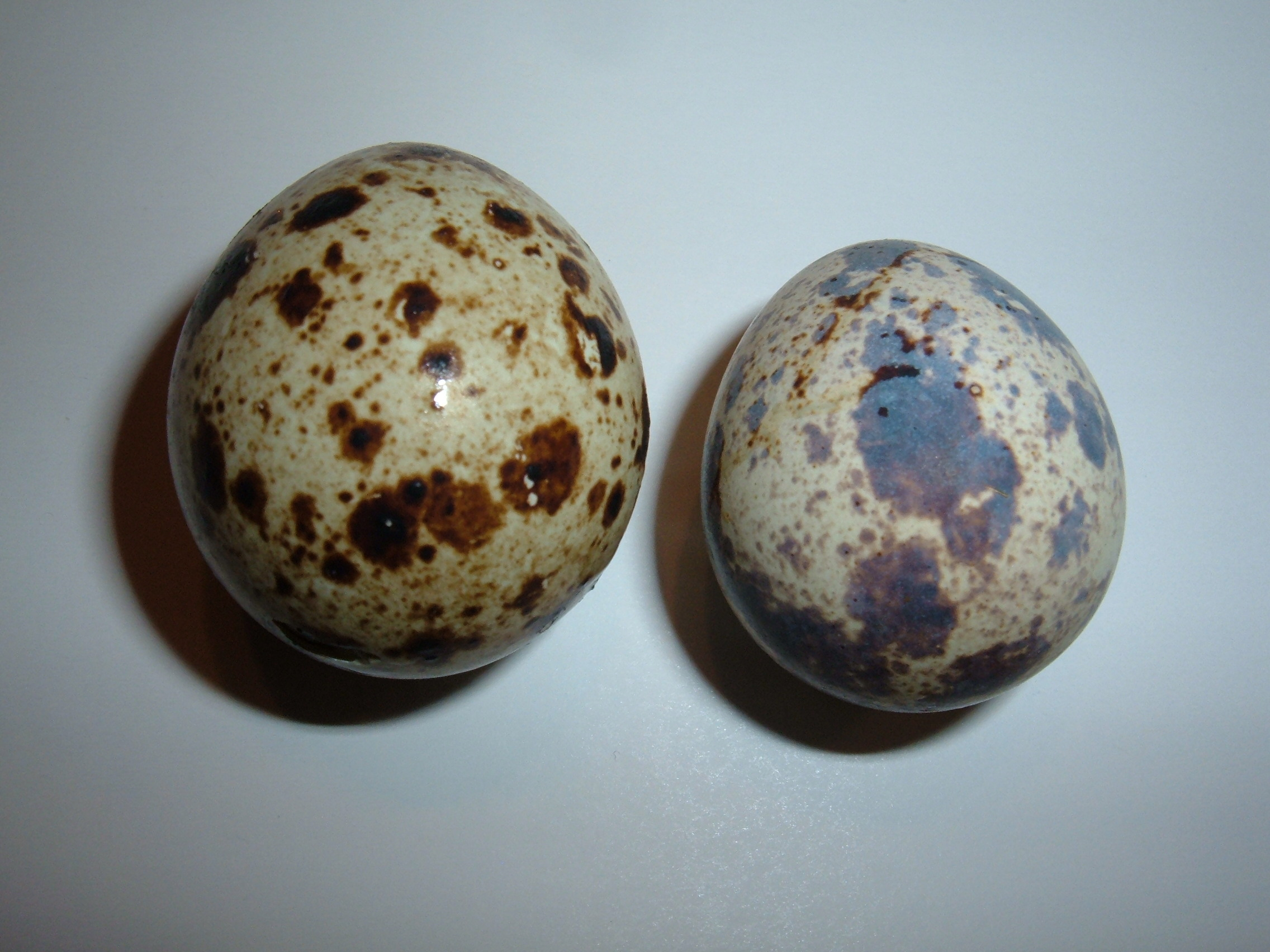
Eier der Japanwachtel

Die Japanwachtel (Coturnix japonica), auch Japanische Wachtel genannt, ist eine Vogelart aus der Familie der Fasanenartigen (Phasianidae), die zur Ordnung der Hühnervögel (Galliformes) gehört. Sie ist in Ostasien verbreitet und ähnelt in Habitus, Verhalten und Lebensweise der auch in Mitteleuropa vorkommenden Wachtel.
Wegen abnehmender Bestände stuft die IUCN die Japanwachtel seit 2010 als „potenziell gefährdet“ (near threatened) ein.

## Erscheinungsbild
Japanwachteln erreichen eine Körperlänge von etwa 20 Zentimetern und wiegen zwischen 90 und 100 Gramm.
Ausgewachsene Männchen haben eine graubraune Gesamtfärbung mit einer Vielzahl rotbrauner und schwarzer Striche. Auf der Mitte des Kopfes sowie an den Seiten des Scheitels bilden die weißen Schaftstriche der Federn drei Längsstreifen. Kehle, Vorderabschnitt des Halses und Wangen sind hellbraun. Über die Kehlmitte verläuft bei vielen Exemplaren ein dunkelbrauner Streif, der sich im unteren Kehlbereich verbreitert und in einen Latz übergeht. Andere Individuen haben hier lediglich einen kleinen, ovalen braunen Fleck. Die obere Brust ist cremefarben mit kleinen weißen Längsstricheln und geht im unteren Brustbereich in ein Weißgrau über, das sich auch über den Bauch erstreckt.
Der Vorderrücken weist schwarze Querstreifen und Flecken auf; durch die weißen Schaftstreifen der Federn ergibt sich eine Längszeichnung. Die Flügel sind grau. Flügeldecken und Schwungfedern weisen eine Querzeichnung aus dünnen weißlichen Streifen auf. Der Bürzel und der Oberschwanz sind dunkel mit einer Querzeichnung aus breiten schwarzen und schmalen rötlichen und weißen Streifen. Bei einigen Exemplaren findet sich eine deutlich ausgeprägte Längszeichnung in Form eines hellen Schaftstreifens auf den Schwanzfedern, wobei die Querbänder reduziert sind oder sogar gänzlich fehlen.
Die Weibchen gleichen weitgehend den Männchen. Die Schaftstriche am Kragen sind bei ihnen jedoch etwas spärlicher und größer. Die Brust weist nicht selten einen gelblichen Anflug auf.
Jungvögel sind ähnlich wie die Weibchen gefärbt, jedoch ist ihr Gefieder etwas matter. Die Dunenjungen sind auf der Körperunterseite fahl gelblichbeige. Die Körperoberseite ist orangebeige mit einem dunklen Stirnfleck. Vom Stirnfleck ausgehend ziehen sich zwei parallele, dunkle Scheitelstreifen bis zum Nacken. Ein schwarzbrauner Mittelstreif zieht sich über die Rückenmitte bis zum Schwanz. Auf den Flügeln finden sich je zwei dunkle Streifen.

## Verbreitungsgebiet und Lebensraum
Das Verbreitungsgebiet der Japanwachtel erstreckt sich von der nördlichen Mongolei, Transbaikalien und dem Amurgebiet in südlicher Richtung bis in die zentralen Teile Chinas und in westlicher Richtung bis zum Talkessel des Uws Nuur und Nanchang. Sie kommt außerdem auf den japanischen Inseln, den südlichen Kurilen und auf Sachalin vor.
Anders als die Wachtel hat die Japanwachtel eine Vorliebe für feuchte Auwiesen, wobei sie hohes Gras meidet. In der Region Primorje sind feuchte Wollgraswiesen in Hainen aus Japanischen Erlen mit trockenen Erhebungen und Strauchvegetation der typische Lebensraum der Japanwachtel.

## Lebensweise
In der Regel leben Japanwachteln einzeln oder paarweise. Sie ernähren sich vom Samen verschiedener Stauden und vor allem Gräser. Sie nehmen außerdem Insekten und grüne Pflanzenstängel zu sich.
Außer dem Balzruf des Männchens, der über den gesamten Sommer zu vernehmen ist, sind keine weiteren Stimmäußerungen der Japanwachtel beschrieben. Auf Grund der langen Balzaktivität der Männchen wird davon ausgegangen, dass zwei Jahresbruten für die Art typisch sind. Das Nest befindet sich am Boden. Es besteht gewöhnlich aus 10 bis 15 Eiern.

## Japanwachteln und Mensch
Japanwachteln werden als Geflügel gehalten. Verzehrt werden sowohl das Fleisch als auch die Eier. Von den wildlebenden Japanwachteln unterscheiden sich domestizierte Japanwachteln mittlerweile deutlich. So entspricht die Durchschnittsmasse der Eier der domestizierten Japanwachteln 146 % der Masse der wilden Japanwachteln. Männchen erreichen ein Gewicht von 140 Gramm und Weibchen 120 und sind damit deutlich schwerer als die Wildform.

## Belege

### Einzelbelege
1. ↑  IUCN-Seite zur Japanwachtel, aufgerufen am 30. Mai 2013
2. ↑  Potapov & Fling, 1989, S. 18
3. ↑  Potapov & Fling, 1989, S. 19
4. ↑  Potapov & Fling, 1989, S. 19 und S. 20
5. ↑  Potapov & Fling, 1989, S. 20